# Mihalik András (mérnök)
Mihalik András (Bánffyhunyad, 1931. november 30. –) erdélyi, romániai építőmérnök (út, vasút, vízépítés), feltaláló, a műszaki tudományok doktora.

## Életpályája
Iskoláit Bánffyhunyadon kezdte, majd a kolozsvári Piarista Főgimnáziumban, valamint az államosítás után a Brassai Sámuel fiúlíceumban folytatta, itt érettségizett 1951-ben.
Az érettségi után mint a Sovromconstructie nr.6 út-hídépitő vállalat ideiglenes alkalmazottja, a Kézdivásárhely–Sósmező útszakaszon épülő két hídnál (Oroszfalu, Ojtozi-szoros) dolgozott mint kisegítő technikus.
1951–1952 között a bukaresti Műszaki Építőmérnöki (Institutul de Construcții București, Facultatea de Poduri și Construcții Masive, secția Hihrotehnică) Egyetem) hallgatója, majd a moszkvai Műszaki Egyetem (MADI) híd-alagútépítő karán szerzett építőmérnöki vörös diplomát 1957-ben. Diplomamunkája a Maros folyón, Kutyfalvánál (Kolozsvár-Marosvásárhely) megépült utófeszített közúti vasbetonhid (1957) mint Leonhardt-Bauer rendszerű híd, egyedüli Romániában.
A moszkvai Műegyetemen sikeresen végrehajtott tudományos kutatómunkája, „A Keramzit beton hasznosítása az építő gyakorlatban” megkapta a Szovjetunió Felső Oktatásügyi Minisztériumának kitüntető oklevelét (Kitüntető oklevél: Nr.110/1956. november 30., a Szovjetunió Felsőoktatási miniszterhelyettese ss S. Rumjáncev) mint 3. helyezett a moszkvai felsőoktatási intézetek közötti kutatómunkában. Mint mérnökhallgató, a Műszaki Egyetem által szervezett szakmai, gyakorlati, tudományos kivitelezési helyszínek aktív résztvevője: hidrológiai tanulmányok, mérések a Volga folyó Szaratov városi szakaszán, a megépítendő volgai híd feltételezett helyszínén, Szaratov és Engelsz városok között (1954); a mocsarakból eredő Drutty folyón (Belorusszia, Csecsevicsi falu) épülő, speciális alapozású híd kivitelezésén, mint építésvezető asszisztens (1955); a moszkvai metró épülő szakaszán, Riga–Népgazdasági Kiállítás állomások közötti munkálatokon, az alagút nyomvonalát ellenőrző csoport tagja (1956).
Műszaki tevékenységét a Román Államvasutak (CFR) kolozsvári vasúti igazgatóságán, a pályafenntartás-építőmérnöki osztályán kezdte el. 1957–1968 között mint mérnök, főmérnök, valamint a nagyenyedi talpfatelítő üzem igazgatójaként tevékenykedett. 1968–1972 között a bukaresti Vasúti Tervező- és Kutatóintézetben (ISCT- Institutul de Studii și Cercetări Transporturi) dolgozott, mint tudományos főmunkatárs, az alépítményi kutatócsoport vezetője. A Duna–Fekete-tenger csatorna kivitelezéséhez kapcsolódó, épülő vasúti hidak vasbeton cölöpjeinek vízszintes terhelésre vonatkozó kísérleti megalapozása.
1972–1992 között, a nagyváradi vasbetonműveknél a beton laboratóriumok főnöke, a nehézbeton-részleg vezetője, a termelési és kutatási osztály vezetője. 1992–1996 között a Bihar Megyei Tanács alelnöke. 1978–2004 között a Nagyváradi Egyetemen előadótanár,  elméleti mechanika, szilárdságtan, út-híd-vasút, mérnök biológia – mint országosan, premierként bevezetett tantárgy, a nagyváradi Egyetem Építőmérnöki karán 2001-ben –, valamint az egyetem mellett működő Bihari Regionális Tudományos Kutatócsoport – „Építmények viselkedése és diagnosztikája” – elnöke.
1980-ban doktorált (PhD). Disszertációjának címe A comparative study on technical-economic efficiency of pre-built renforced concrete in building of Support Walls. A Román Akadémia temesvári bizottságának hegesztési osztályán kapott kiképzést a hézagnélküli vágányok kivitelezése, pályafenntartása és ellenőrzésének területén, a Román Államvasutaknál (1961).

## Munkássága a mérnöki tudományos kutatás és kivitelezés területén
Munkásságát, a mérnöki tudományos kutatás és kivitelezés területén, az építmények viselkedése és diagnosztikája in situ keretein belül fejtette ki 1958 és 2001 között valamint üzemi körülmények között előre gyártott beton, vasbeton, előfeszített beton elemek gyártásával betonlaboratóriumok keretein belül az 1972–1992 periódusban. Egyedülálló kutatási témát és eljárást dolgozott ki (Analele CNCISC XVI 2006 Bucuresti) az építmények tervezése, személyesen végrehajtott, ellenőrzött kivitelezéseinél (Nagyvárad–Vaskoh vasútvonal, Sebes-Körös, Fekete-Körös), amely hidraulikai, hidrodinamikai terhelések, építményekre gyakorolt hatásainak a kiküszöbölésére, csökkentésére, valamint új típusú, szivárgó struktúrájú támasztószerkezetek stabilitásának tervezésénél, előre gyártott vasbeton elemek kivitelezésével, a vasút, a közúti közlekedés, valamint a vízépítés területén. A vasbeton előre gyártott elemekből kivitelezett szilárdsági struktúra, teljesen megváltoztatta a mélyszivárgókra érvényes eddigi koncepciókat.
A több mint negyvenéves tudományos mérnöki kutatási munka és kivitelezés alatt 12 találmányát jegyezték be a bukaresti OSIM találmányi hivatalnál. A jelenleg is alkalmazott találmányok között megemlítendő:
- Szivárgó rendszerű, előre gyártott vasbeton elemekből, 1958-ban az első kísérleti szakasz, majd premierként a többi kivitelezett támfalak (Brevet nr.RO 99469/15.02.1989 București)
- Mélyszivárgók, előre gyártott vasbeton elemekből, premierként 1972-ben kivitelezett szilárdsági struktúrával (Brevet nr.RO78395/16.10.1991 București)
- Szivárgó rendszerü küszöbgát (mint premier, 1985, első a szakmában) előre gyártott speciális vasbeton elemekből kivitelezése, kis és közepes vízfolyásoknál (Brevet RO nr.90768/26.06.1986 București)

## Megjelent kötetei
- Structuri de sprijiniri din elemente prefabricate de beton armat. Inginerie Biologică, Editura Gloria Cluj-Napoca 2002
- Rezistența Materialelor. Teme de rezistență. Comportări ale materialelor. Discuții. Editura Gloria Cluj- Napoca 2002
- Mecanica Pământurilor în practica de consolidare a terasamentelor. Editura Gloria Cluj-Napoca 2003
- Rezistența Materialelor.Curs introductiv.Editura Gloria Cluj-Napoca 2003
- Bazele Mecanicii Teoretice. Exemple.Probleme. Editura MATRIX- București 2006
- Problematica Dezvoltării Durabile. Natură-Societate-Construcții. Editura Universității din Oradea 2009

## Kiemelt tanulmányai
- A Ferenc csatornáról – Az első magyar betonépítmény (tervezője és kivitelezője Mihalik János)1854-évi építésének az ürügyén. ÉPKO-EMT 13, Csíksomlyó-Kolozsvár, 2009
- A 155 éves Bezdán-i Ferenc József kamarazsilipnek, mint az első magyar, európai betonépítménynek, a világ első teljesen betonból épült hajózsilipjének a viselkedése és diagnosztikája „in situ”. ÉPKO-EMT 13, Csíksomlyó-Kolozsvár, 2009.

## Társadalmi és műszaki tevékenysége
- A Bihar Megye-i RMDSZ alelnöke, választmányának tagja (1991–1993)
- A Bihar Megyei Tanács alelnöke (Gazdasági- Műszaki, Külügyi )
- A Bihor – Hajdú Bihar Megye Román – Magyar Határmenti Vegyes Bizottság Elnöke (19921996)
- Az Erdélyi Magyar Műszaki Tudományos Társaság- EMT, alapító tagja (1990)
- A Bihar Megye-i EMT létrehozója, elnöke (1990–1998)
- Az Erdélyi Múzeum Egyesület (EME) tagja (1992)
- A Comisia Națională Comportarea in situ; a Constucțiilor București- Országos Tudományos Társaság alapító tagja (1976), alelnöke (1994–1996)
- A Magyar Mérnökök és Építészek Világszövetségének (magyarországi szervezet) tagja (1992)
- A Magyar Hidrológiai Társaság tagja (1991)
- A Societatea Română de Geotehnică și Fundații tagja (2000)
- Az Építmények Viselkedése és Diagnosztikája Tudományos Társaság (a nagyváradi egyetem mellett) elnöke, alapító tagja (1995)
- A Kolozsvári Akadémiai Bizottság (KAB) építő-építészmérnöki bizottságának keretében működő Bihari Regionális Tudományos Kutató Csoport elnöke (2009)
- Domus Hungarica ösztöndíjas (2002)
- Műszaki tanácsadó (1984)
- A PRO SCIENTIA TRANSSYLVANICA érem és oklevél tulajdonosa (2000).
- Az I. Közép-Európai Kárpáti-Eurorégió "A szerkezetek és környezetvédelem viselkedései eredeti helyzetben" Kongresszus (The 1st Central European Carpathian-Euroregion Congress on in situ Behaviour of Constructions and Environmental Protection) kezdeményezője, szervezője és elnöke (2012. október 18-21., Nagyvárad – Félixfürdő).

## Ajánlott irodalom
- Mihalik Andrei: Ridicarea capacității portante a platformei căii, cu ajutorul betonului pământ. Revista Căilor Ferate nr.11 1963
- Mihalik Andrei: Ziduri de sprijin din rame din elemente prefabricate de beton armat. Revista Căilor Ferate nr.3, 1969, București
- Mihalik Andrei: Drenuri de adâncime din elemente prefabricate de beton armat. Revista Căilor Ferate nr.10, 1972, București
- Mihalik Andrei: Contribuții la determinarea lunecării toroanelor. Buletinul Științific 1-2. Institutul de Construcții București, 1979
- Mihalik Andrei: Metodă de investigare în urmărirea comportării stabilității terasamentelor de cale ferată. Buletinul Șriințific 1-2. Institutul de Construcții București, 1797
- Mihalik András: Hidszerkezetek károsodása az alépitmény stabilitásának a függvényében. Műszaki Szemle EMT 1998/3-4., Kolozsvár
- Mihalik András: A vasút felépitményi tartórendszere és az ágyazat kölcsönhatásai. Műszaki Szemle EMT 1999/7-8., Kolozsvár
- Mihalik András: Előregyártott, vasbeton elemekből kivitelezett támasztószerkezetek, vasalt földtám rendszerek, a mélyépítési, vízépítési és közlekedési gyakorlatokban, ezek pozitív hatásai az építkezés környezetére. Műszaki Szemle 13, EMT, Kolozsvár, 2004
- Mihalik András: Kőolajtermékekkel szennyezett kohéziós talajok agresszivitása vasbetonszerkezetek betonból kivitelezett alapjaira. Műszaki Szemle EMT, 2005/32., Kolozsvár
- Mihalik András: Elméleti és gyakorlati kutatások előre gyártott vasbeton szerkezetek technológiai igenybevételénél. Műszaki Szemle 19, EMT, Kolozsvár, 2006
- Mihalik Andrei: 30 de ani în urmărirea Comportării in situ a structurilor de sprijiniri gravitaționale din elemente prefabricate de beton armat, finalizate în structuri ecologice. Conferința Națională Comportarea In Situ a Construcțiilor. 28-30 Septembrie 2006, București
- Mihalik András: 30 év környezetbarát előre gyártott vasbeton támasztószerkezetek monitorizálásában. Nemzetközi Építéstudományi Konferencia. ÉPKO 10, Csíksomlyó, 2006. június 14-16.
- Mihalik András: Szivárgórendszerü, előre gyártott vasbeton elemekből kivitelezett küszöbgát 25 év alatti viselkedése és diagnosztikája in situ, a Sebes Körös nagyváradi szakaszán. Műszaki Szemle 51 EMT, Kolozsvár, 2010

## Külső hivatkozások
- MTA köztestületi tagság